# Манфред (тауншип, Миннесота)
Манфред (англ. Manfred) — тауншип в округе Лак-ки-Парл, Миннесота, США. На 2000 год его население составило 111 человек.

## География
По данным Бюро переписи населения США площадь тауншипа составляет 86,6 км², из которых 85,8 км² занимает суша, а 0,8 км² — вода (0,90 %).

## Демография
По данным переписи населения 2000 года здесь находились 111 человек, 44 домохозяйства и 31 семья. Плотность населения — 1,3 чел./км². На территории тауншипа расположено 49 построек со средней плотностью 0,6 построек на один квадратный километр. Расовый состав населения: 97,30 % белых и 2,70 % азиатов.
Из 44 домохозяйств в 25,0 % воспитывались дети до 18 лет, в 65,9 % проживали супружеские пары, в 4,5 % проживали незамужние женщины и в 27,3 % домохозяйств проживали несемейные люди. 22,7 % домохозяйств состояли из одного человека, при том 11,4 % из — одиноких пожилых людей старше 65 лет. Средний размер домохозяйства — 2,52, а семьи — 2,97 человека.
25,2 % населения — младше 18 лет, 3,6 % — в возрасте от 18 до 24 лет, 21,6 % — от 25 до 44, 27,9 % — от 45 до 64, и 21,6 % — старше 65 лет. Средний возраст — 45 лет. На каждые 100 женщин приходилось 113,5 мужчин. На каждые 100 женщин старше 18 приходилось 112,8 мужчин.
Средний годовой доход домохозяйства составлял 27 083 доллара, а средний годовой доход семьи — 31 250 долларов. Средний доход мужчин — 20 000 долларов, в то время как у женщин — 25 313. Доход на душу населения составил 12 928 долларов. За чертой бедности находились 13,8 % семей и 16,2 % всего населения тауншипа, из которых 8,8 % младше 18 и 16,7 % старше 65 лет.